# Tommaso Benvenuti
Pour les articles homonymes, voir Benvenuti.

a Compétitions nationales et continentales officielles uniquement.

b Matchs officiels uniquement.
Dernière mise à jour le 4 mars 2025.
Tommaso Benvenuti, né le 12 décembre 1990 à Vittorio Veneto, est un joueur de rugby à XV italien évoluant au poste de centre ou d'ailier en équipe d'Italie.

## Carrière

### En sélection
Il honore sa première cape internationale en équipe d'Italie le 13 novembre 2010 par une défaite 22-16 contre l'équipe d'Argentine.
Il obtient en outre une première titularisation avec les Barbarians le 1er décembre 2018 contre l'Argentine à Twickenham, dans une rencontre qu'il remporte 38-35 après un comeback remarqué de son équipe.

## Palmarès

### En club
- Vainqueur du championnat d'Italie 2010 avec le Benetton Trévise.
- Vainqueur de la Coupe d'Italie en 2010 avec le Benetton Trévise.
- Vainqueur du RFU Championship en 2016 avec Bristol Rugby.

### En sélection
Tommaso Benvenuti compte 62 sélections depuis sa première sélection le 13 novembre 2010 contre l'Argentine. 
- 35 points (sept essais)
- Sélections par année : 3 en 2010, 9 en 2011, 11 en 2012, 7 en 2013, 4 en 2015, 3 en 2016, 8 en 2017, 10 en 2018, 8 en 2019
- Tournois des Six Nations disputés : 2011, 2012, 2013, 2017, 2018 et 2019[6].

Tommaso Benvenuti participe à trois éditions de la Coupe du monde. En 2011, il obtient quatre sélections (Australie, Russie, Irlande, États-Unis) et dix points, deux essais contre la Russie. En 2015, il joue lors de trois rencontres, face au Canada, l'Irlande et la Roumanie. En 2019, il joue lors de trois rencontres, face à la Namibie, le Canada et l'Afrique du Sud.